# Канал-стрит (Манхэттен)
Кана́л-стрит (англ. Canal Street) — одна из важнейших улиц Нижнего Манхэттена, соединяющая Манхэттен с Джерси-Сити на западе (посредством подводного автомобильного Гудзонова тоннеля) и с Бруклином на востоке (посредством Манхэттенского моста). Канал-стрит разделяет Чайна-таун и Маленькую Италию, а также отделяет Сохо от Трайбеки.

## История
Своё название улица получила в честь дренажного канала, который был вырыт в начале 1800-х для отвода загрязнённых, кишащих инфекциями вод озера Коллект в Гудзон. Котловина озера была засыпана в 1811 году, а на месте канала возникла новая улица. Элиминация озера привела к заболачиванию окрестностей Канал-стрит, поскольку находившимся здесь водным источникам стало некуда стекать. Таунхаусы и многоквартирные дома, построенные вдоль улицы, быстро пришли в аварийное состояние, а восточная часть заслужила плохую репутацию из-за трущобного квартала Пять углов.
В начале XX века на пересечении Канал-стрит с Бауэри процветало ювелирное дело, но в середине века большинство ювелирных магазинов переехали в Бриллиантовый квартал на 47-й улице. В 1920-х один из банков, Citizens Savings Bank, построил на углу с Бауэри свою штаб-квартиру, которая стала местной достопримечательностью. Окрестности Канал-стрит на пересечении с Шестой авеню одно время были важнейшем пунктом продажи электроаппаратуры после закрытия Radio Row.

## Настоящее время
Сегодня Канал-стрит является шумной торговой улицей с большим количеством уличных торговцев и небольших лавок, сдающихся по низким ценам, в западной части и банками и ювелирными магазинами в восточной части. Активная уличная торговля дешёвыми духами, кошельками, едой и компьютерными принадлежностями привлекают не только туристов, но и жителей города. Многие из этих товаров являются продукцией серого рынка или подделками. На Канал-стрит процветает торговля фальшивыми часами Rolex, поддельной одеждой известных брендов и пиратскими DVD и компакт-дисками.